# 80 Days (trò chơi điện tử 2014)
80 Days là một trò chơi thuộc thể loại giả tưởng tương tác được hãng Inkle phát hành trên các nền tảng iOS vào ngày 31 tháng 7 năm 2014 và Android vào ngày 16 tháng 12 năm 2014. Game được phát hành cho Microsoft Windows và OS X vào ngày 29 tháng 9 năm 2015. Game sử dụng cách kể chuyện tường thuật kiểu phân nhánh, cho phép người chơi đưa ra các lựa chọn ảnh hưởng đến cốt truyện.

## Tổng quan
Cốt truyện dựa trên tiểu thuyết Vòng quanh thế giới trong 80 ngày năm 1873 của nhà văn Jules Verne. Game lấy bối cảnh năm 1872 và quý ông Phileas Fogg đã đặt cược với bạn bè thân thuộc tại Câu lạc bộ Cải cách rằng ông có thể đi vòng quanh thế giới trong tám mươi ngày hoặc ít hơn. Trò chơi tiếp nối quá trình của cuộc phiêu lưu này, theo như lời kể lại từ người hầu của Phileas Fogg là Passepartout, mà hành động và quyết định đều do người chơi định đoạt.
Sau khi rời khỏi London trên chuyến tàu dưới nước đến Paris hoặc qua xe ngựa đưa thư đặt chân đến Cambridge, người chơi có thể lựa chọn lộ trình vòng quanh thế giới, đi từ thành phố này sang thành phố khác. Mỗi thành phố và hành trình đều chứa đựng những nội dung tường thuật độc đáo. Nhà phát triển ước tính rằng trong một lần đi hết vòng quanh địa cầu, người chơi sẽ thấy khoảng 2% trong tổng số 750.000 từ nội dung văn bản của tựa trò chơi này. Trong vai người hầu, người chơi phải quản lý tài chính, sức khỏe của chủ nhân và thời gian cũng như mua bán các vật phẩm ở các thị trường khác nhau trên toàn cầu. Những lựa chọn của người chơi trong phần chơi chính cũng có thể có tác động lớn đến cách cuộc hành trình diễn ra trong trò chơi.
Trò chơi có một số bí mật, Trứng Phục sinh và những kết thúc ẩn, cũng như một số tài liệu tham khảo đến các tác phẩm của Verne, bao gồm Hai vạn dặm dưới biển và Từ Trái Đất đến Mặt Trăng. Trò chơi cũng một phần lấy cảm hứng từ thể loại steampunk, bao gồm các yếu tố như phương tiện vận tải cơ khí theo kiểu sapient, tàu đệm khí, tàu lặn và toàn bộ thành phố vận hành bằng bốn chân khổng lồ.

## Đón nhận
Trò chơi có xếp hạng lần lượt là 88/100 và 84/100 cho iOS và PC trên Metacritic. Phil Cameron của tờ The Daily Telegraph đã mô tả tựa trò chơi này là "một trong những ví dụ tốt nhất về lối kể chuyện phân nhánh chưa được tạo ra". AppleNApps cho biết "Câu chuyện hoàn toàn tuyệt vời với những tình tiết nhỏ và sắc thái đậm chất cổ điển khiến bạn phải liên tục nhấn nút tiến bước." PocketGamer nói "Game rất giàu ý tưởng, được viết một cách xuất sắc và tạo ra một thế giới mà bạn sẽ muốn ghé thăm nhiều lần." Gamezebo viết "80 Days sở hữu chiều sâu vững chắc trong trò chơi, [và] một câu chuyện tuyệt vời...Đây là thử thách – mà còn là sự thông thái." GrabItMagazine nói "studio Inkle đáng được khen ngợi nhiều hơn vì đã tạo ra một cách dễ tiếp cận và hứng thú sau cùng để mọi người trải nghiệm tác phẩm kinh điển của Verne."

Game được tờ Time vinh danh là Trò chơi của năm 2014. Dù chỉ là một tựa trò chơi, thế nhưng tờ The Telegraph cũng gán cho sản phẩm này danh xưng "một trong những cuốn tiểu thuyết hay nhất năm 2014". Trưởng nhóm viết kịch bản trò chơi, Meg Jayanth, đã giành được giải thưởng của Hiệp hội Nhà văn Vương quốc Anh vì thành tựu của cô trong dự án này. Trò chơi đã nhận được bốn đề cử BAFTA vào năm 2015, cho Trò chơi Anh Quốc xuất sắc nhất, Cốt truyện xuất sắc nhất, Trò chơi di động xuất sắc nhất và Sự đổi mới trong trò chơi, cũng như ba đề cử IGF dành cho năm 2014 gồm Xuất sắc trong thiết kế, Xuất sắc trong tường thuật và hạng mục Giải thưởng lớn.